# Vikev plotní

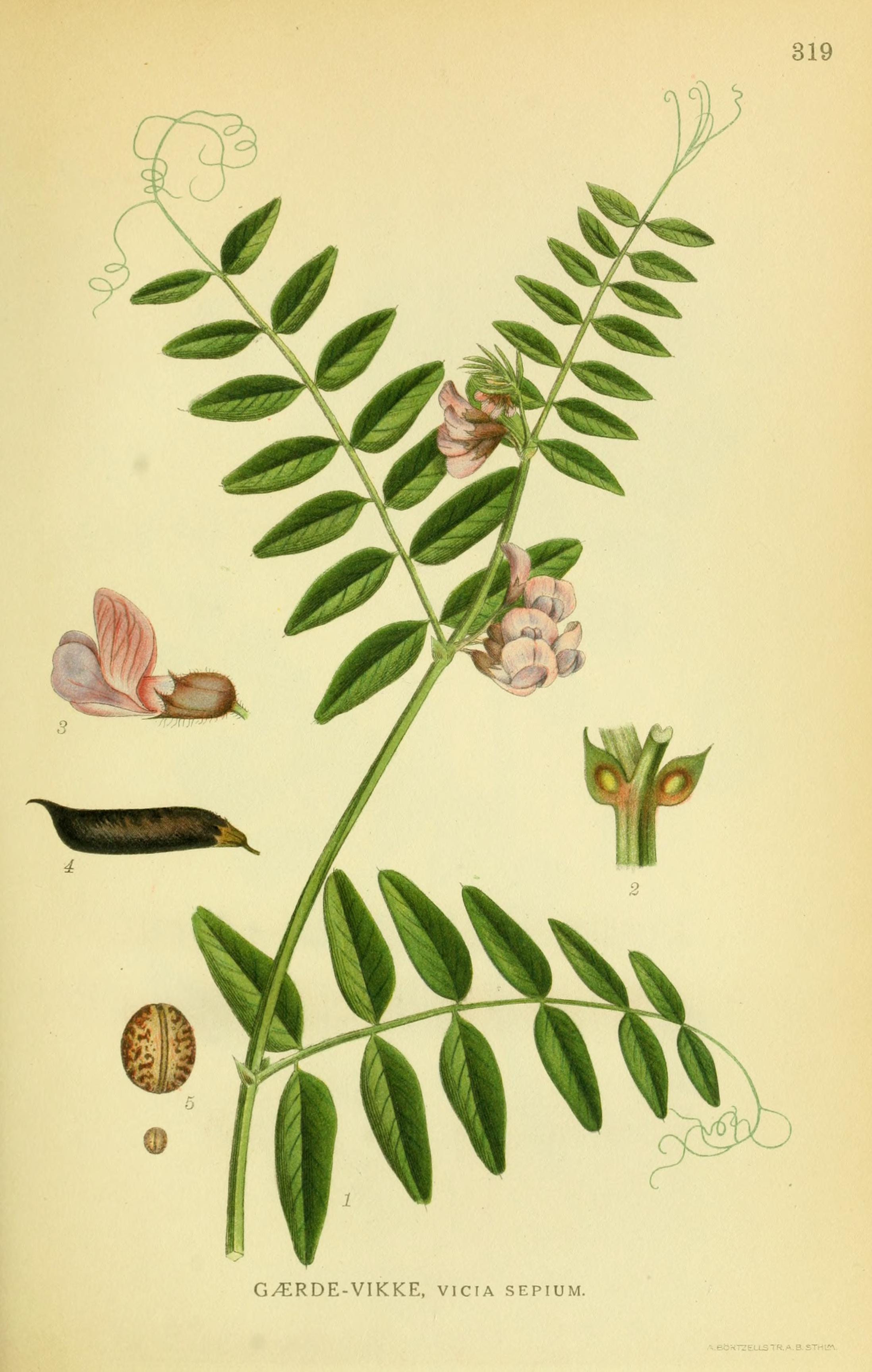
Nákres vikve plotní

Vikev plotní (Vicia sepium) je víceletá až vytrvalá popínavá jetelovina s modrofialovými květy. Tento v české přírodě původní druh bývá ojediněle pěstován ve směskách jako pícnina, mnohem častěji je vidět jako planě rostoucí bylina.

## Rozšíření
Druh se vyskytuje téměř v celé Evropě, vyjma jihu Pyrenejského poloostrova a severních oblastí Skandinávie. Východním směrem je rozšířen přes Malou Asii, Kavkaz, Sibiř a Střední Asii až po severní území Mongolska a Číny. Druhotně se dostal do mírného podnebného pásu Severní Ameriky. V České republice je hojný od nížin po horské oblasti.

## Ekologie
Roste spíše na vlhčích a hlubokých, kyselých či zásaditých, písčitých až jílovitých půdách. Obsazuje louky, pastviny, světlé lesy a jejich okraje, zahrady, příkopy, okraje cest i různé skládky. Vikev plotní je poměrně náročná na zásobení půdy vláhou a živinami, hlavně fosforem a draslíkem, pouze dusík si rostlina zajišťuje ze vzduchu za pomoci hlízkových bakterií, které se již za dva měsíce po vysetí uchycují na jejich kořenech; vázání dusíku je podmíněno fotosyntézou.
Rostlina se bujně rozrůstá, soustava podzemních výběžků a nadzemních výhonů může v porostu mít až 3 m v průměru. Kvetení nastává v červnu nebo červenci, plody dozrávají v druhé polovině srpna a počátkem září. Brání se proti spásání listů býložravým hmyzem, na palistech má nafialovělé žlázky vylučující za teplých dnů sladkou šťávu, oblíbenou potravu mravenců, kteří pak "svou" rostlinu chrání před housenkami. Neubrání se však proti zrnokazným broukům, ti kladou vajíčka do květů a jejich housenky vyžírají semena zevnitř.

## Popis

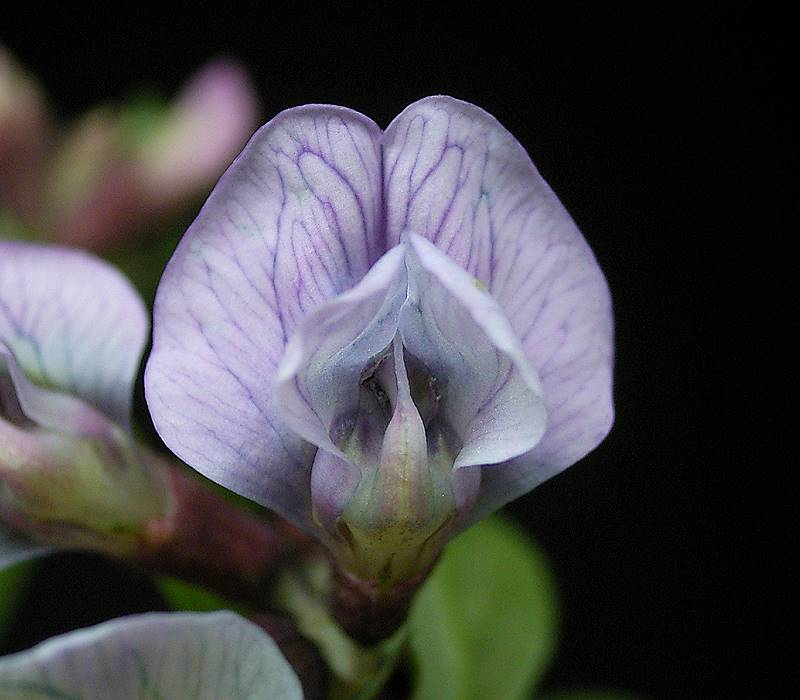
Květ

Vytrvalá bylina se slabými, vystoupavými až popínavými lodyhami dlouhými 30 až 70 cm, vyrůstající z dlouhého plazivého oddenku. Většinou větvené lodyhy jsou mírně hranaté, řídce chlupaté a porostlé řapíkatými, složenými listy s drobnými palisty. Sudozpeřené listy jsou čtyř až osmijařmé, jejich krátce řapíčkaté lístky bývají vejčité až kopinaté, dlouhé 1 až 3 a široké 0,5 až 1 cm. U báze jsou ostře zúžené a na vrcholu zaokrouhlené či vykrojené a ve výkrojku mají kratičký hrot; v mládí jsou lístky řasnatě složené. Vřeteno listu zakončuje rozvětvený úponek, který slouží k přichycení okolních rostlin, nejspodnější listy úponky nemají. Vejčité palisty mají spodní cíp zubatý a na horním mají nafialovělá extraflorální nektaria.
Z úžlabí listů vyrůstá téměř přisedlý, hustý hrozen dvou až pěti červenofialových květů o velikosti asi 1,3 cm. Oboupohlavné květy motýlovitého vzhledu vyrůstají na krátkých, šikmo odstávajících stopkách. Zvonkovitý, lysý nebo chlupatý kalich má pět nestejně dlouhých trojúhelníkovitých lístků, které bývají zelené s modrým až černým zabarvením. Koruna bývá zbarvena modrofialově až fialově a po odkvětu modře, lysou pavézu má zaokrouhlenou či mělce vykrojenou a delší než křídla a krátký člunek se špičatým vrcholem; výjimečně bývá koruna světle modrá až bílá. V květu je deset tyčinek a svrchní semeník s jedním pestíkem. Ploidie druhu je 2n = 14.
Plod je 2,5 až 3 cm dlouhý, tmavě hnědý až černý lusk, který se ve zralosti otevírá dvěma bočními švy. Lysý nebo jemně chlupatý lusk obsahuje tři až pět hladkých, nepravidelně kulovitých semen asi 4 mm velkých, olivově zelených až tmavě hnědých, která jsou jednobarevná nebo mají tmavé skvrny. Hmotnost tisíce semen je okolo 14 gramů.

## Rozmnožování
Kromě běžného rozšiřování na stanovišti rozrůstáním oddenků se vikev plotní šíří semeny, která jsou prudkým zkroucením chlopní vymršťována z lusků. Lusky nezrají současně a semena z nich samovolně vypadávají v nestejnou dobu, proto pro získání semen nutno lusky sklízet alespoň týden před plnou zralostí.
Některá semena však jen obtížně klíčí, jejich sklerenchymové pletivo brání prostupu vody a nabobtnání semen. Uměle se tato vrstvy porušuje skarifikaci, v přírodních podmínkách bývá narušena činnosti půdních organismů. U vikve bývá těchto "tvrdých" semen 20 až 60 %.

## Taxonomie
Druh je dost variabilní a jen v české přírodě se rozlišují tři variety:
- vikev plotní pravá (Vicia sepium var. 'sepium')
- vikev plotní chlumní (Vicia sepium var. 'montana' W. D. J. Koch)
- vikev plotní vlnatá (Vicia sepium var. 'eriocalyx' Čelak.)

Hlavním rozlišujícím znakem vikve plotní chlumní jsou užší kopinaté lístky a u vikve plotní vlnaté to jsou dlouhé chloupky na kališní trubce.

## Význam
Vikev plotní je považována za nekulturní jetelovinu a nebývá příliš často vysévána jako součást směsných pícnin. Přitom ve směskách zvyšuje jejich kvalitu, hlavně bohatým měkkým olistěním, vysokým obsahem stravitelných bílkovin a mnoholetou vytrvalostí na stanovišti. Její semena obsahují okolo 25 % dusíkatých látek. Po seči dobře obrůstá, nejlépe ji vyhovují ročně dvě seče, snese i částečnou pastvu. Je také významná medonosná rostlina.
Rostlina obsahuje pro lidi toxické látky, např. neproteinovou aminokyselinu kanavanin a kyanogenní glykosidy (např. vicianin). U semen je před požitím vhodná tepelná úprava, obsahují lektiny, látky zvyšující srážlivost červených krvinek.
Patří k rostlinám s vysokým protierozivním účinkem na půdu, hustým pokryvem zpomaluje odtok dešťové vody a umožňuje tak lepší vsakování. Také zvyšuje obsah humusu v půdě, kde po ukončení vegetace zanechává velký objem kořenové hmoty.

## Galerie

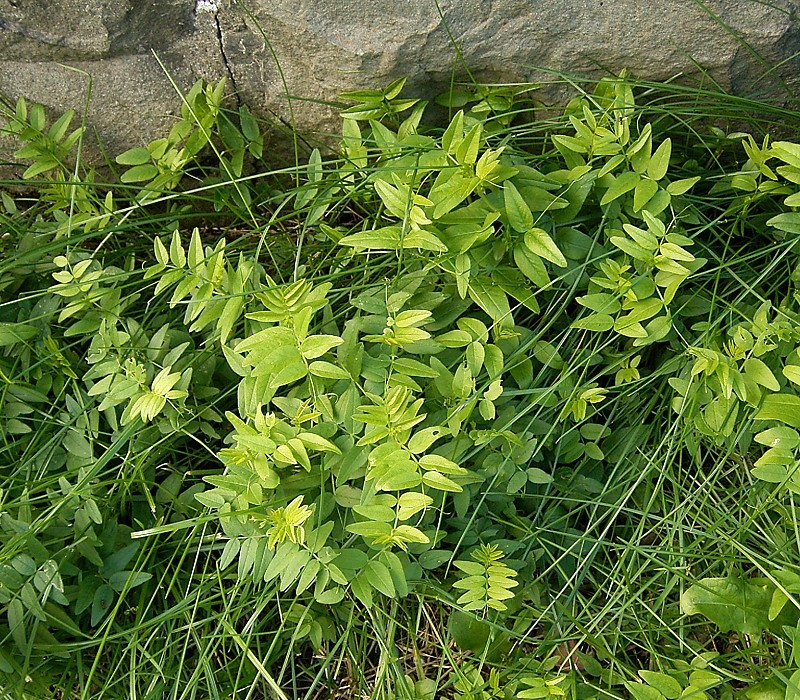
Typický porost vikve plotní
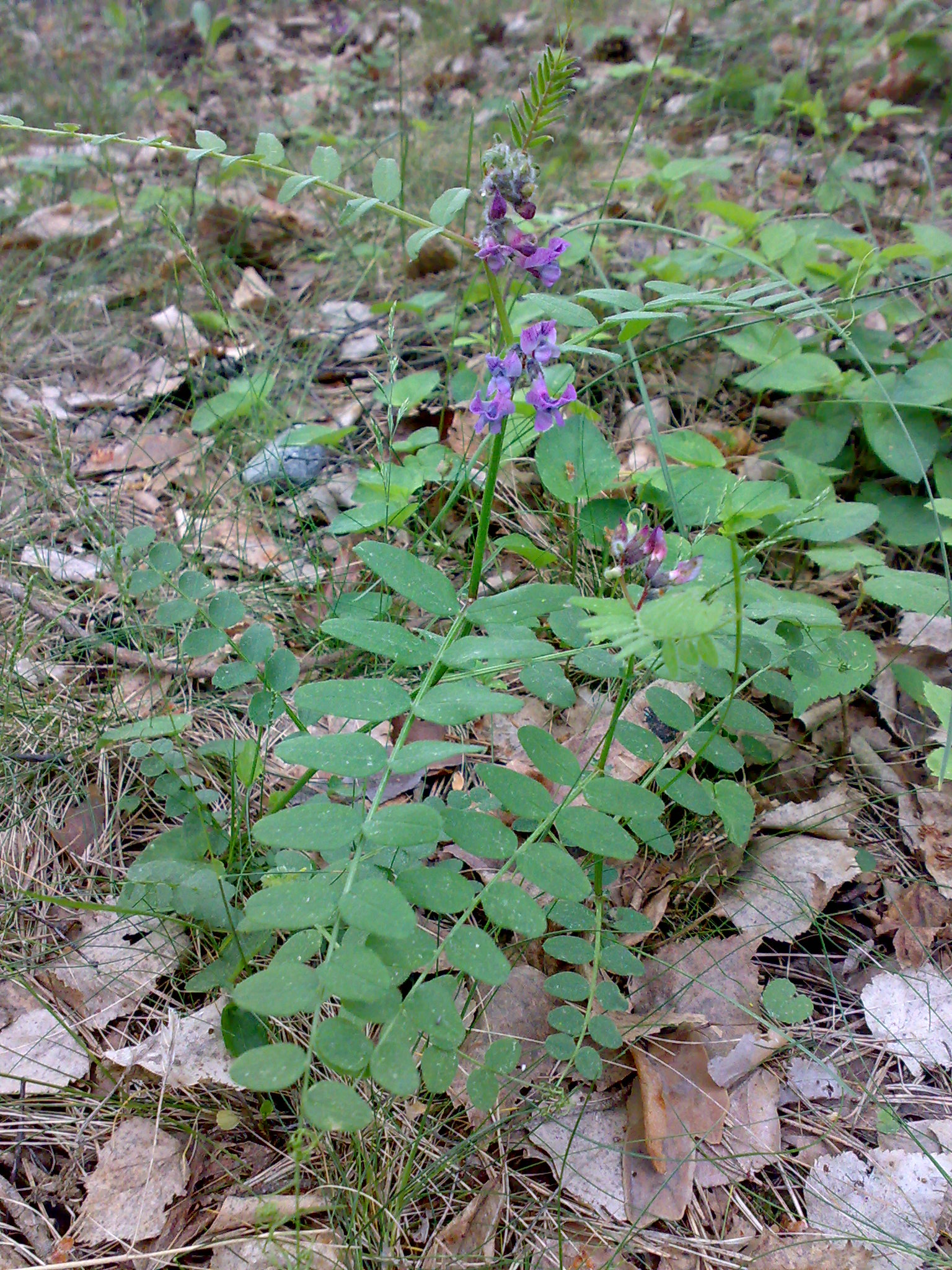
Vikev plotní bez opory
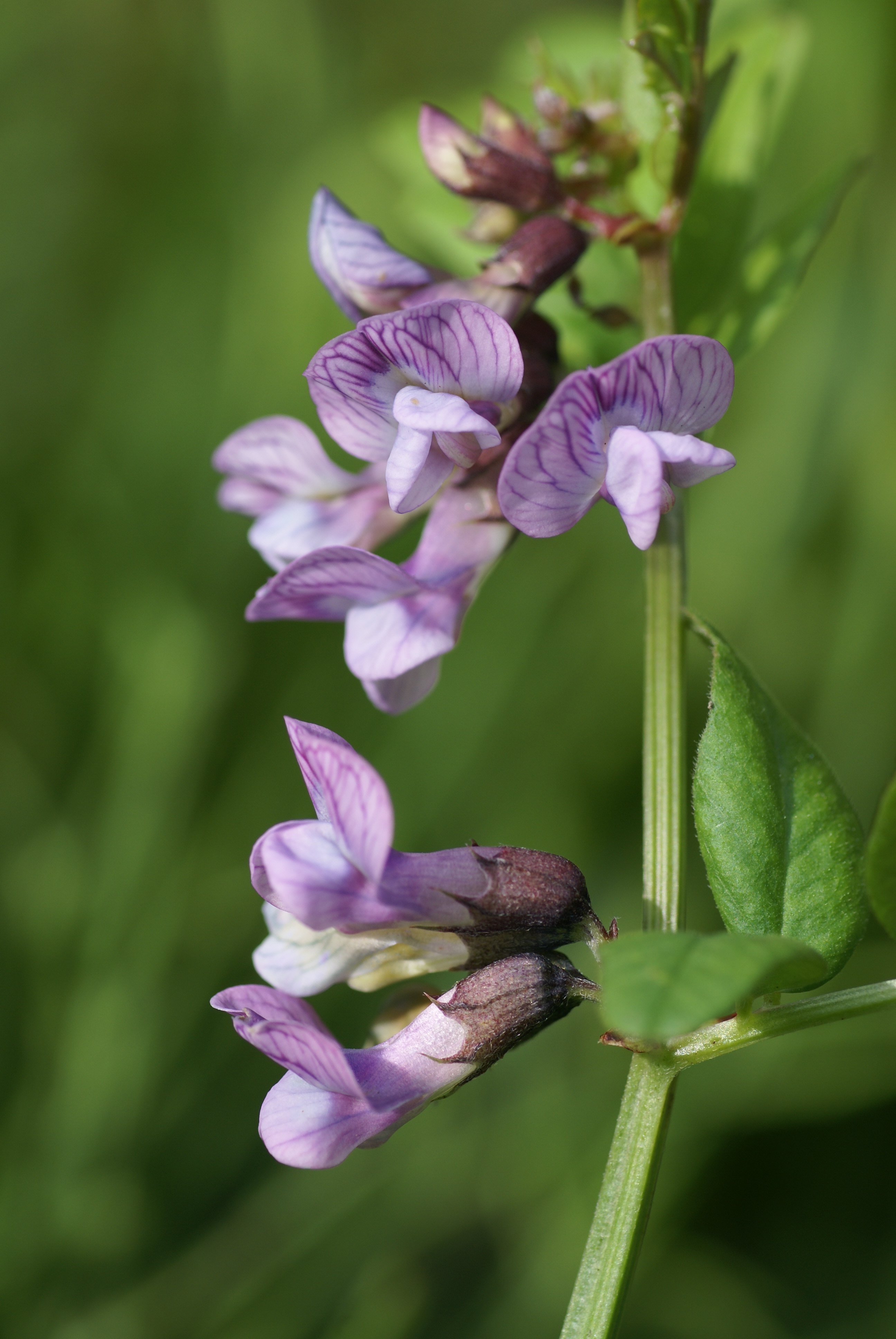
Květenství
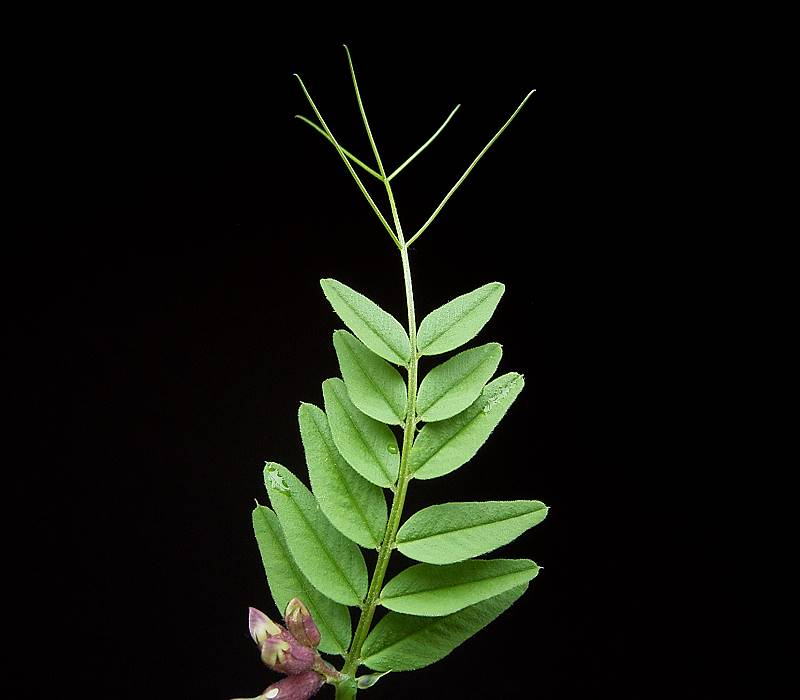
List s úponkem
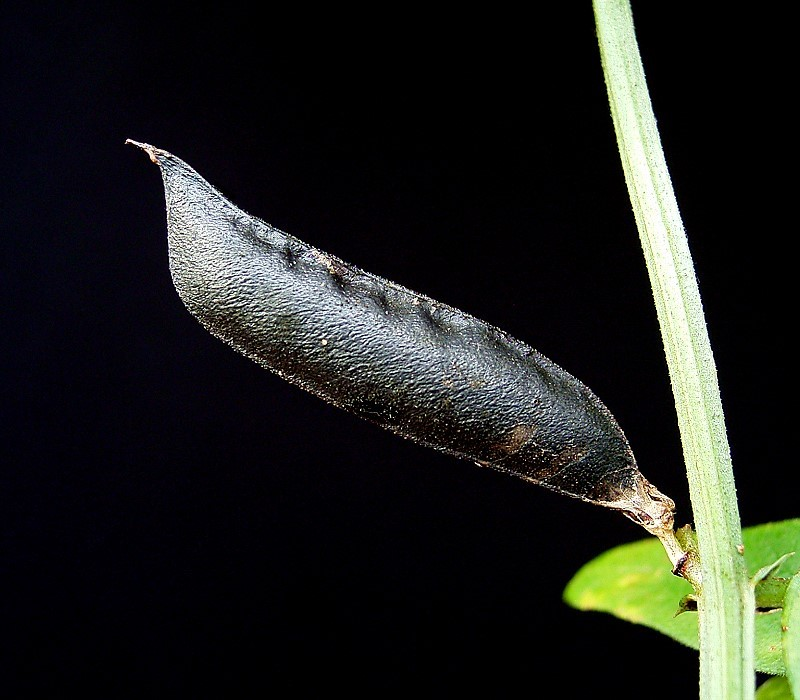
Zralý lusk